# Corte de carne

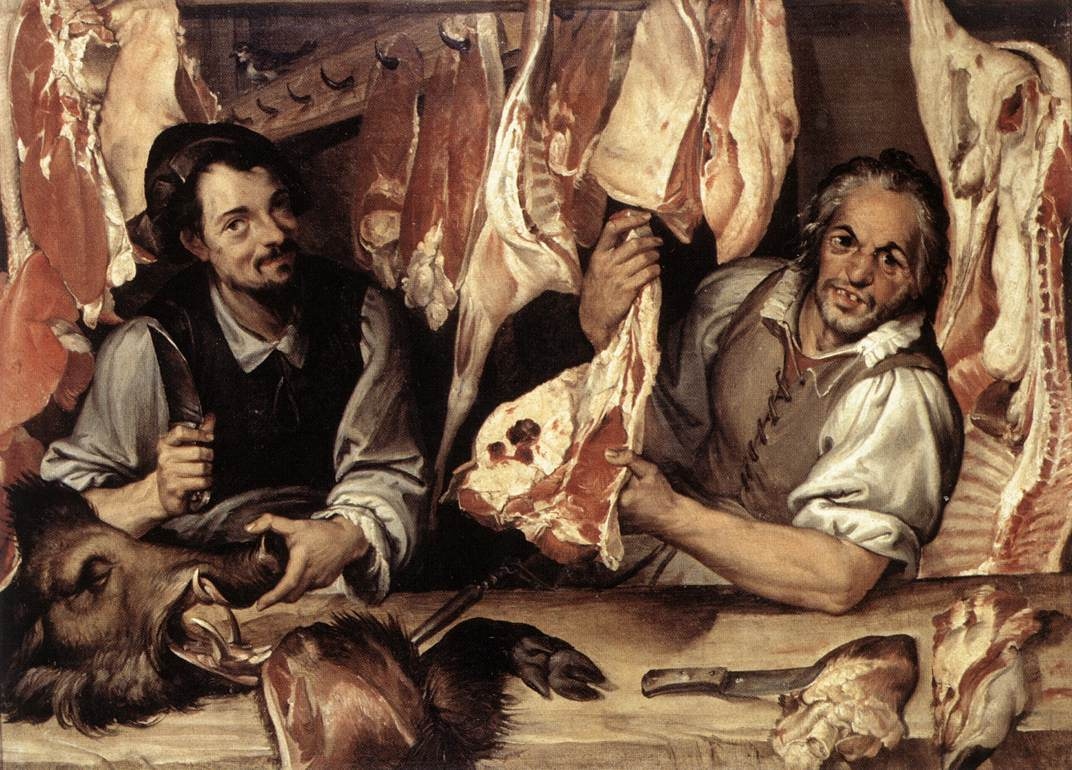
Los cortes de carne son el despiece de los músculos de un animal dedicado al consumo humano.

Los cortes de carne son las diferentes porciones que se obtienen tras el despiece de un animal destinado al consumo humano, y varían de una región a otra. Ejemplos de cortes son la chuleta, el entrecot, el lomo o el jamón. 
El despiece y la denominación de las partes no solo dependen de la especie del animal sino también del país. Un mismo animal puede ser descuartizado y despiezado de forma diferente según la costumbre gastronómica y según las normativas alimentarias de cada país.

## Ejemplos de cortes de carne: el buey
| En Francia | En el Reino Unido | En Estados Unidos |
| ---------- | ----------------- | ----------------- |
|            |                   |                   |